# Organización Europea de Cooperación Económica
La Organización Europea para la Cooperación Económica (OECE) fue un organismo internacional fundado el 11 de abril de 1948 por Portugal, Reino Unido, Francia, Alemania, Italia, Países Bajos, Bélgica, Luxemburgo, Austria, Dinamarca, Noruega, Grecia, Suecia, Suiza, Turquía, Irlanda e Islandia, con el objetivo de administrar las ayudas del Plan Marshall. Su objetivo consistió en facilitar el comercio, conceder créditos y fomentar la liberalización del capital. Se amplió cuando ingresó España en 1958 y, con el ingreso en 1961 de EE. UU. y Canadá, países extraeuropeos, se convirtió en la Organización para la Cooperación y el Desarrollo Económico (OCDE) fijando su sede en París.